# Deutsche Arbeitsgemeinschaft von Sportmuseen, Sportarchiven und Sportsammlungen
Die Deutsche Arbeitsgemeinschaft von Sportmuseen, Sportarchiven und Sportsammlungen (DAGS) ist ein Zusammenschluss von Sportmuseen, -archiven sowie privaten Sammlungen in Deutschland. Sie hat die Rechtsform eines eingetragenen Vereins mit Sitz in Köln.
Die DAGS wurde 2003 an der Deutschen Sporthochschule Köln gegründet, unter anderem initiiert von Sporthistoriker Karl Lennartz. Der Verein hat rund 70 Mitglieder, darunter das Deutsche Schützenmuseum, das Niedersächsische Institut für Sportgeschichte, aber auch private Sammler. Derzeitiger Vorsitzender ist der Verbandshistoriker des Deutschen Schützenbundes, Stefan Grus.
Eine wichtige Aufgabe der DAGS ist unter anderen die Beratung von Sportorganisationen bei der Archivierung ihrer Unterlagen und Hilfe bei der Vermittlung ihrer Aktenbestände an öffentliche Archive.
In unregelmäßigen Abständen treffen sich die Mitglieder der DAGS zu Symposien:
- 2004 Leipzig
- 2007 Maulbronn
- 2008 Coburg
- 2010 Berlin
- 2012 Köln
- 2013 Maulbronn
- 2014 Freyburg/Unstrut

Der Verein gibt zudem das DAGS-Magazin heraus.